# مايكل براون (لاعب)
مايكل روبرت براون (بالإنجليزية: Michael Brown)‏، من مواليد 25 يناير 1977 في هارتلبول في إنجلترا، لاعب كرة قدم إنجليزي.
بدأ مسيرته الكروية مع نادي مانشستر سيتي في عام 1995، ولعب معهم حتى عام 1999، وشارك معهم في 89 مباراة وسجل هدفين، وفي عام 1997 أعير إلى نادي هارتلبول، ولعب معهم 6 مباريات وسجل هدف واحد، وفي موسم 1999/2000 أعير إلى نادي بورتسموث، ولعب معهم 4 مباريات، وفي عام 2000 انتقل إلى نادي شيفيلد يونايتد، ولعب معهم حتى عام 2004، وشارك معهم في 150 مباراة وسجل 28 هدف، وفي عام 2004 انتقل إلى نادي توتنهام هوتسبر، ولعب معهم حتى عام 2006، وشارك معهم في 50 مباراة وسجل هدفين، ومنذ عام 2006 وهو يلعب مع نادي فولهام.

## روابط خارجية
- مايكل براون على موقع قاعدة بيانات كرة القدم.إي يو (الإنجليزية)
- مايكل براون على موقع Soccerbase.com (لاعب) (الإنجليزية)
- مايكل براون على موقع عالم كرة القدم.نت (الإنجليزية)